# 보비 삭서

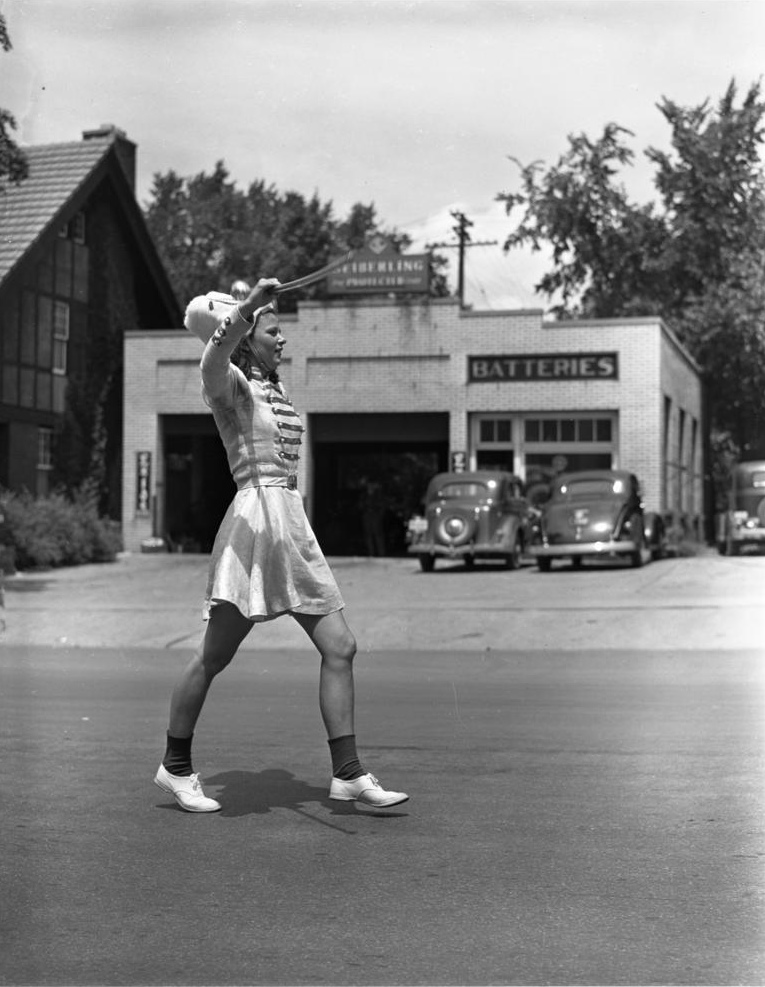
보비 삭스를 신은 고적대장. 1939년 7월 8일 미시간주 앤아버에서 촬영

보비 삭서(Bobby Soxer)는 1940년대 전통 팝 음악을 좋아하는 팬을 지칭하는 단어로, 보통 가수 프랭크 시나트라의 팬을 지칭하는 말로 쓰였다.
보비 삭서는 보통 대학교나 고등학교를 다니는 청소년 여성들을 지칭하는 단어로, 당시 유행했던 보비 삭스를 많이 신었던 것이 그 유래다.
아역 배우 셜리 템플이 1947년 영화 독신남에서 보비 삭서 역할을 맡았다.